# Karl-Heinz Rummenigge
Karl-Heinz Rummenigge (Lippstadt, 25. rujna 1955.) bivši je njemački nogometaš i reprezentativac. 
Bio je jedan od najboljih svjetskih napadača 1970-ih i 1980-ih. Najveći dio karijere proveo je u minhenskom Bayernu, s kojim je osvojio dva Kupa europskih prvaka, 1975. i 1976. te Interkontinentalni kup. S reprezentacijom SR Njemačke igrao je dva finala svjetskog prvenstva, 1982. i 1986., a osvojio je europsko prvenstvo 1980. Dvostruki je dobitnik Zlatne lopte France Footballa za najboljeg europskog nogometaša. Uz to što je dugi niz godina u upravi Bayerna, Rummenigge od siječnja 2008. obnaša dužnost predsjednika Europskog udruženja klubova.

## Vanjske poveznice
- Karl-Heinz Rummenigge na FCB.de
- Karl-Heinz Rummenigge na soccer-europe.com